# Polystachya
Polystachya es un género con 300 especies de orquídeas de hábitos epífitas, de la tribu Polystachyeae perteneciente a la familia Orchidaceae. 
Se le conoce en el mercado de las orquídeas con la abrevitura Pol.

## Hábitat
Se encuentra desde el África tropical  al Caribe, Florida y México al sur hasta Brasil y en el este hasta el Pacífico, sudeste de Asia e Indonesia.

## Descripción
Es una planta epífita, algunas veces  terrestre o litófita. Es un  género altamente diverso con la mayoría con pseudobulbo y pocas hojas, una simple inflorescencia terminal en racimos con pequeñas flores y sépalos laterales más estrechos que los pétalos, el disco del labelo está cubierto con una sustancia carnosa y la columna tiene un pie prominente con cuatro polinias.

## Especies seleccionadas
| - Polystachya abbreviata - Polystachya aconitiflora - Polystachya acridolens - Polystachya acuminata - Polystachya acutifolia - Polystachya adansoniae - Polystachya bicalcarata | - Polystachya cooperi - Polystachya farinosa - Polystachya geniculata - Polystachya kupensis - Polystachya superposita - Polystachya victoriae |